# Kuttainen
Kuttainen è un'area urbana della Svezia situata nel comune di Kiruna, contea di Norrbotten.
La popolazione rilevata nel censimento 2010 era di 333 abitanti .